# Podział historyczny Gdańska
Miasto Gdańsk we współczesnych granicach administracyjnych, współtworzone jest przez sześć okręgów historycznych: 
- Gdańsk
- Niziny
- Oliwa
- Port
- Wrzeszcz
- Wyżyny.

Na każdy z okręgów składają się jednostki morfogenetyczne.